# Plan Sexenal
Plan Sexenal är en ort i Mexiko.   Den ligger i kommunen Cuerámaro och delstaten Guanajuato, i den centrala delen av landet, 300 km nordväst om huvudstaden Mexico City. Plan Sexenal ligger 1 705 meter över havet och antalet invånare är 161.
Terrängen runt Plan Sexenal är varierad. Runt Plan Sexenal är det ganska tätbefolkat, med 72 invånare per kvadratkilometer. Närmaste större samhälle är Cuerámaro, 4,2 km sydväst om Plan Sexenal. Trakten runt Plan Sexenal består till största delen av jordbruksmark.